# Aragonés grausino
El aragonés grausino o simplemente grausino es la variedad dialectal local del aragonés perteneciente al bajorribagorzano. Es propio de Graus y los pueblos cercanos, en la Ribagorza, provincia de Huesca, Aragón, España.

## Fonética
Aunque predomina la diptongación de las E y O cortas latinas, como es normal en aragonés, hay casos de no diptongación, como en otras localidades de la Baja Ribagorza occidental:
- ben (bien), pedra (piedra), den (diente), peu (pie).
- cova (cueva), bou (buey).

Como es normal en bajorribagorzano, los diptongos -ie- del sufijo -iello se han simplificado en -illo:
- ixartillo, armilla, solo se conserva maciello.

Aparece -o final pero es fácil que siga recompuesta, porque se encuentra en casos que el aragonés general no tiene.
- aviento, aiguazo, espantallo, anyo
- mano

Solo se pierde en algunos casos la -ll-, siguiendo una tendencia común con el catalán que no se encuentra en aragonés:
- batall (batajo, "badajo"), corcoll.

La -y- de la epéntesis antihiática se conserva en sayeta.
Aunque la F- inicial se conserva, hay muchos castellanismos fonéticos:
- ablla(r) (hablar), iel (hiel), ígado (hígado), ornillos (hornillos).

Aunque la Ch- inicial se conserva, hay muchos castellanismos fonéticos:
- hueves (jueves), hodías, arra.

Hay escasos ejemplos de conservación de las oclusivas sordas intervocálicas latinas:
- crepa, batalla(r), batall, mallata, trucadó.

La -x- se conserva bien, y como es normal en ribagorzano está acompañada de una i:
- un coixo baixaba por una baixada con un faixo de buixos (un cojo bajaba por una bajada con un fajo de boj)

La x- inicial está acompañada de una i- inicial en probables derivados de palabras latinas con prefijo ex-, como en belsetano y chistabino:
- ixambre, ixoloma(r), ixafega(r).
- También en algunos otros casos como ixada < ASCIATA (azada).

La -ll- que viene de los grupos -LY-, -C'L-, -G'L-, etc., se conserva en muchos casos, pero también se encuentran a su vez castellanismos fonéticos:
- vieja (biella: vieja), coge(r) (culli(r), agafa(r): coger), consejo (consello: consejo), muertijuelo, cejas (cellas: cejas).

La -it- que proviene de los grupos latinos -CT-, -ULT- se conserva mal y abundan los castellanismos fonéticos:
- mucho (muito: mucho), cochilla, escucha(r) (escuitar: escuchar).
- ocho (ueito: ocho), leche (leit: leche), noches (nueiz: noches), fecho o a veces fei (hecho).

Como hay dobletes de formas genuinas y castellanizadas, hay casos de rearagonización incorrecta con xeada:
- dixa(r)/deja(r), treballa(r)/trabaja(r)
- muixa(r) en lugar de mulla(r)

## Morfología
El artículo en los últimos años coincide con el castellano, pero está documentado el empleo antiguo de lo, es y a. Puede contraerse con la preposición por: pol camino, pola pllaza.
El empleo de tot se reduce a cuando va detrás del infinitivo, en los otros casos se dice to, que además puede emplearse para todos los géneros y números.
- te lo boi a 'spllica(r) tot (te lo voy a explicar todo)
- to la semana, to las cosas (toda la semana, todas las cosas)

El pronombre personal ellos del aragonés general es en grausino els, analógico de él.
Hay verbos que en grausino y en catalán son de conjugación en -ir y en castellano en -er:
- cusi(r) (coser), atrevi(r) (atrever), generales en aragonés.
- teni(r) (tener), queri(r) (querer) que contrastan con el aragonés general tener y querer.

Hay muchos infinitivos de la conjugación en -ar transformados en -iar:
- obria(r), mezclia(r), femia(r), propulsia(r)

Hay falta de diptongación en las formas rizotónicas de algunos verbos, por analogía, hecho común en bajorribagorzano:
- Tos rogo (os ruego), mos recorda (nos recuerda).

El diminutivo -et a veces pierde la -t final:
- barranque(t), balsone(t)
- corale(t), brazole(t), banque(t)

## Léxico
El léxico catalán representa un porcentaje no despreciable:
- asquena, patamoll, filosa, sillón

Hay palabras típicas de Graus y los alrededores:
- mirondia(r), rafollada, susoído, torán

Sin embargo, cada vez son más comunes los castellanismos, tanto los fonéticos como léxicos.